# HAND1
HAND1 (англ. Heart and neural crest derivatives expressed 1) — білок, який кодується однойменним геном, розташованим у людей на короткому плечі 5-ї хромосоми. Довжина поліпептидного ланцюга білка становить 215 амінокислот, а молекулярна маса — 23 627.
| 10         |  | 20         |  | 30         |  | 40         |  | 50         |
| ---------- |  | ---------- |  | ---------- |  | ---------- |  | ---------- |
| MNLVGSYAHH |  | HHHHHPHPAH |  | PMLHEPFLFG |  | PASRCHQERP |  | YFQSWLLSPA |
| DAAPDFPAGG |  | PPPAAAAAAT |  | AYGPDARPGQ |  | SPGRLEALGG |  | RLGRRKGSGP |
| KKERRRTESI |  | NSAFAELREC |  | IPNVPADTKL |  | SKIKTLRLAT |  | SYIAYLMDVL |
| AKDAQSGDPE |  | AFKAELKKAD |  | GGRESKRKRE |  | LQQHEGFPPA |  | LGPVEKRIKG |
| RTGWPQQVWA |  | LELNQ      |  |            |  |            |  |            |

A: Аланін

C: Цистеїн

D: Аспарагінова кислота

E: Глутамінова кислота

F: Фенілаланін

G: Гліцин

H: Гістидин

I: Ізолейцин

K: Лізин

L: Лейцин

M: Метіонін

N: Аспарагін

P: Пролін

Q: Глутамін

R: Аргінін

S: Серин

T: Треонін

V: Валін

W: Триптофан

Кодований геном білок за функціями належить до активаторів, білків розвитку, фосфопротеїнів.
Задіяний у таких біологічних процесах, як транскрипція, регуляція транскрипції.
Білок має сайт для зв'язування з ДНК.
Локалізований у ядрі. Залучений у розвитку і диференціації 3х ембріологічних ліній — кардіоміоцитів в серці, трофобластів в плаценті та розвитку судин жовткового мішка.

## Функції
HAND1 належить до родини білків HAND, члени якої експресуються під час розвитку судинної системи, серцевого нервового хреста, ендокарду (лише HAND2) і епікарду (лише HAND2). HAND1 експресується в зародковому міокарді, де відіграє значну але не до кінця з'ясовану роль в морфогенезі серцевого м'язу.
HAND1 білок працює разом з HAND2 і ефективність морфогенезу серцевого м'яза пов'язана з їх рівнем експресії. Було показано, що порушення розвитку спостерігаються під час надекспресії та пригнічення експресії цих двох генів. На моделях з делецією гену в клітинах нервового хреста не було показано значиних змін, однак зміна фосфорегуляції Hand1 призводить до утворення «заячої губи» а також до загибелі в утробі. Нокаут гену у мишей викликав смерть через порушення розвитоку серця, таких як не завершення з'єднання серця (failed cardiac looping), несиметричний розвиток шлуночків та дефективне формування перегородки між камерами серця. Це може вказувати на участь порушень експресії HAND у багатьох пацієнтів, з вродженими серцевими вадами.
Загалом HAND фактори беруть участь у розвитку правого і лівого шлуночків, артерій аортальної арки, епікарду та ендокарду. А HAND1 експресується також в трофобластах і залучений в процесах ранньої диференціації.

### Морфогенез серця
На третьому тижні ембріонального розвитку рудиментальне серце (білатеральна серцева трубка) утворює асиметричну структуру з опуклостями, що представляють собою майбутні шлуночки та передсердя. HAND1 починає експресується в клітинах серцевої зони з усіх сторін серцевої трубки у вентральній зоні каудального сегмента серця та аортальної випуклості, а після цього обмежується зовнішньою кривою лівого шлуночка в стадії замкнутої петлі (див. кардіогенез). HAND2 і HAND1 разом створюють окремі та перекриваючі ділянки експресії, що, вважають, відіграє роль у створенні асиметричних сигналів для розвитку серця на етапі серцевої петлі.
В HAND1 мутантів окрім заячої губи можуть розвинутись кілька типів порушень формування серця. На приклад, на нокаутних мишах виникали дефекти в вентральній перегородці між шлуночками, деформація атріовентрикулярних клапанів, гіпоплазія (недорозвинутість) шлуночків та аномалії з вихідними трактами шлуночків. У людей було показано залежність мутації в HAND1 та виникненням синдрому недорозвинутого лівого боку серця (важка вроджена вада серця).

### Розвиток судин у жовтковому мішку
HAND1 експресується в ембріональних позазародкових тканинах, та відіграє роль у розвитку судин жовткового мішку. Точно не відома необхідність HAND1 саме для формування судин, але було показано, що HAND1 сприяє розвитку судинної системи в мішку рекрутуючи гладенькі м'язові клітини в сітку ендотеліоцитів, що перетворює примітивну ендотеліальну капілярну сітку в функціональну судинну систему. Це було показано на HAND1 нокаутній миші, в ембріонах яких був дефект судинної системи жовткового міхура через відсутність судинної оболонки, що призвело до накопичення гематопоетичних клітин в амніоні.